# Quelques milliards pour une veuve noire
Pour plus de détails, voir Fiche technique et Distribution.
Quelques milliards pour une veuve noire (Deadly Attraction) est un téléfilm thriller canadien réalisé par George Erschbamer, prévu pour être diffusé en 2017.
Il a été diffusé le 2 octobre 2017 sur TF1.

## Synopsis
Ruby Asher est une femme séduisante qui se sert de ses charmes pour épouser et se débarrasser de ses maris riches. Après avoir épousé son nouveau mari, un politicien, la fille de ce dernier sent planer une menace qui ne tarde pas à se révéler réalité. La fille de Ruby, Amanda qui n'est pas au courant des affaires de sa mère commence elle aussi à avoir des soupçons sur sa mère...

## Fiche technique
- Titre original : Deadly Attraction
- Titre français : Quelques milliards pour une veuve noire
- Réalisation : George Erschbamer
- Scénario : Joseph Nasser
- Direction artistique : Mauri Bernstein
- Distribution : Ann Forry
- Production : Jack Nasser et Lysa Nevarrez
- Production exécutive : Tara Cowell-Plain, Jeff Faehnle, Ross Mrazek, Jacob Nasser, Joseph Nasser, Angelo Paletta, Benjamin Rappaport et Kim Wakefield
- Société de production : Parting Films
- Pays d'origine :  États-Unis  Canada
- Langue originale : anglais
- Format : couleur
- Genre : thriller dramatique
- Durée : 94 minutes
- Date de diffusion :
  -  France : 2 octobre 2017 sur TF1

## Distribution
- Lindsay Hartley : Ruby Asher
- Holly Deveaux : Amanda Asher
- Sebastian Spence : Docteur Dance
- Garry Chalk : Ted
- Steve Baran : Le mari abusif
- Aaron Pearl : Joe
- Jim Shield : Daniel Nash
- Brittney Wilson : Teresa Landon